# Kindu
Kindu ist die Hauptstadt der Provinz Maniema in der Demokratischen Republik Kongo.
Die auf einer Höhe von 500 Metern über Meereshöhe am Fluss Kongo gelegene Stadt hat ca. 200.000 Einwohner. Die Stadt liegt 400 km westlich von Bukavu, hat eine Eisenbahnverbindung zu den Städten Kalemie, Kamina und Kananga sowie einen Flugplatz mit einer 2.200 Meter langen Start- und Landebahn.
Im 19. Jahrhundert war die Stadt ein wichtiges Zentrum des Gold-, Elfenbein- und Sklavenhandels. Arabisch-Swahili-stämmige Sklavenhändler hatten hier ab 1860 ihre Basis und sandten von hier Karawanen nach Sansibar.
Kindu ist Sitz des Bistums Kindu. In der Stadt befindet sich unter anderem die im Jahr 1993 gegründete staatliche Université de Kindu.

## Söhne und Töchter der Stadt
- François Abeli Muhoya Mutchapa (* 1974), römisch-katholischer Geistlicher, Bischof von Kindu